# Paradis inanimé (live)
«Paradis inanimé (live)» (рус. «Неодушевленный рай») — второй сингл с альбома «N°5 On Tour» французской певицы Милен Фармер.
Выпущен в поддержку концертного видео «Stade de France». Вышел только в промоверсии для радиостанций и в открытую продажу не поступал.

## История сингла
29 марта 2009 года на официальном сайте (фр.) концерта Милен Фармер «Stade de France» состоялась премьера клипа. До самого последнего момента было неизвестно, какая песня будет выпущена новым синглом Милен, и выбор live-версии «Paradis inanimé» стал, во многом, сюрпризом. Всего через несколько дней, 2 апреля, радиоверсия сингла отправилась на радиостанции, а 7 апреля клип был впервые полностью показан в телеэфире.

## Музыкальный клип
Клип «Paradis inanimé (live)» был снят режиссёром Франсуа Хансом на концертах Милен Фармер 11 и 12 сентября 2009 года в Париже.
Видео представляет собой последовательность наиболее ярких фрагментов DVD / Blu-Ray «Stade de France», в поддержку которого и был выпущен сингл. Клип начинается с кадров вступления к концерту, а затем под "живую" версию «Paradis inanimé» перед зрителями проносятся все 2 часа шоу. Сменяются свет, костюмы и декорации. Таким образом, клип можно сравнить с рекламным роликом концерта, который показывает основные его эпизоды за несколько эфирных минут.
Клип включили в ротации такие музыкальные каналы, как NRJ Hits, Virgin17, MCM; а в рейтинге самых популярных клипов во Франции «Paradis inanimé (live)» поднимался до 24 позиции.

## Издания и трек-листы
На сингл не было выпущено ремиксов и коммерческих изданий. Существуют только его промоверсии, предназначенные для распространения в СМИ.
- CD, промоиздание

| №  | Название                              | Длительность |
| -- | ------------------------------------- | ------------ |
| 1. | «Paradis inanimé (live)» (Radio Edit) | 3:28         |

- MP3, промоиздание

| №  | Название                              | Длительность |
| -- | ------------------------------------- | ------------ |
| 1. | «Paradis inanimé (live)» (Radio Edit) | 3:28         |

## Создатели
- Mylène Farmer — текст
- Laurent Boutonnat — музыка
- Isiaka — издательство
- Polydor — лейбл звукозаписи
- Nathalie Delépine — фото обложки
- Henry Neu — дизайн[8]

## Положение в чартах
| Рейтинг клипов        | Высшее место |
| --------------------- | ------------ |
| Франция (Muzicast TV) | 24           |